# Руденко, Олег (футболист)
Олег Руденко (латыш. Oļegs Rudenko; 28 декабря 1973) — латвийский футболист, полузащитник. Выступал за сборную Латвии.

## Биография
Начал взрослую карьеру в 1992 году в клубе высшей лиги Латвии «Олимпия» (Лиепая), провёл в нём два сезона. В 1994 году перешёл в рижский клуб «Видус», затем переименованный в «Амстриг», а позднее — в «ЛУ/Даугава». В 1996 и 1997 годах становился серебряным призёром чемпионата Латвии. В 1998 году вернулся в Лиепаю и играл за «Металлург», с которым в 1998 и 1999 годах также становился серебряным призёром. За последние три года карьеры сыграл только 3 матча, «Металлург» в это время трижды подряд завоёвывал бронзовые награды.
Всего в высшей лиге Латвии сыграл 154 матча и забил 11 голов. Участвовал в играх еврокубков.
В сборной Латвии провёл единственный матч — 14 февраля 1997 года в товарищеской игре против Кипра (0:2) вышел на замену на 75-й минуте вместо Иманта Блейделиса.